# 에티엔 마르셀

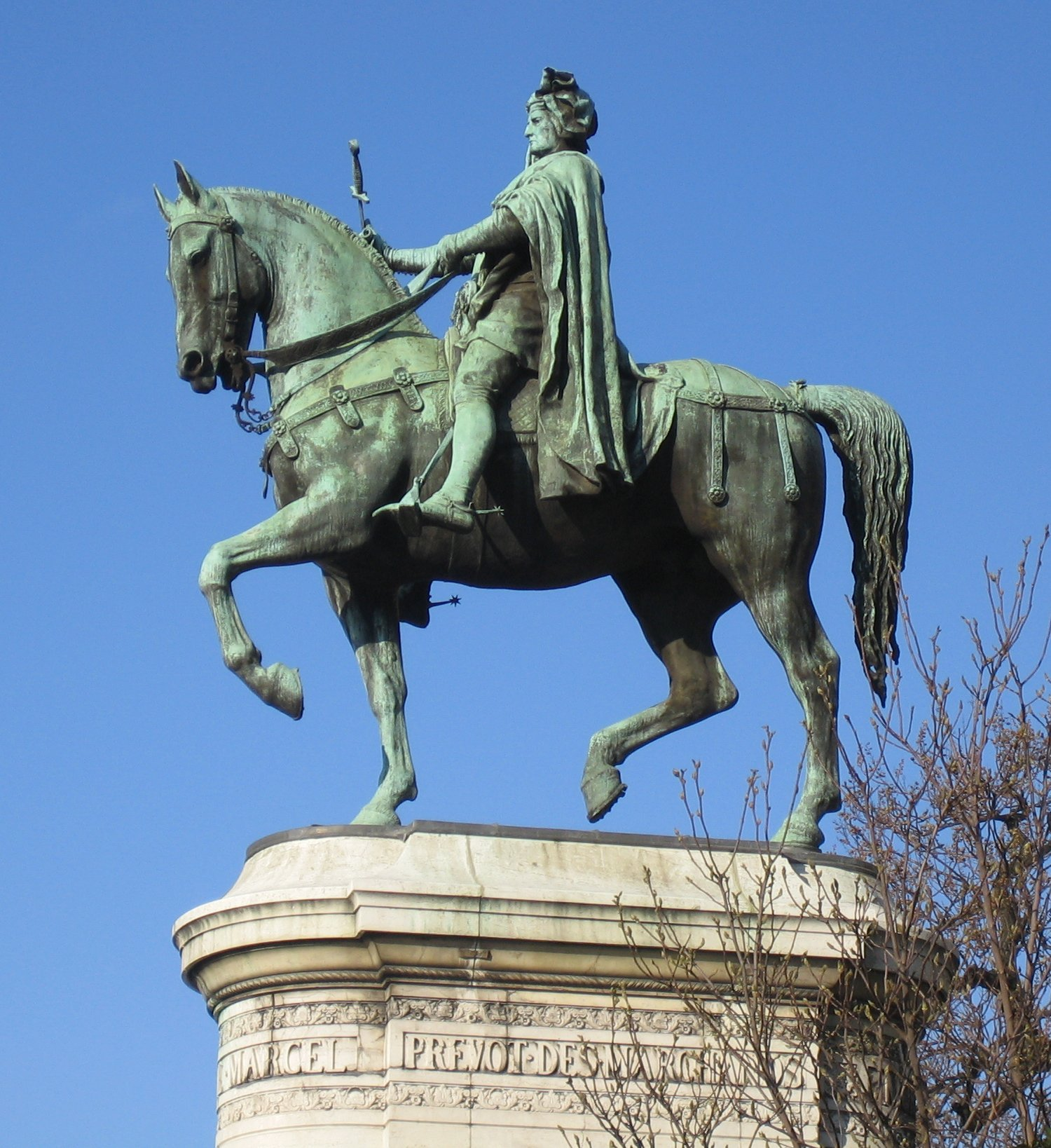
에티엔 마르셀 동상. 파리 시청사 옆에 서 있다.

에티엔 마르셀(프랑스어: Étienne Marcel: 1302년에서 1310년 사이-1358년 7월 31일)은 프랑스 왕국의 장 2세 치세 시절 파리시 상인들의 프레보였다. 파리시 인구 대다수를 차지한 소상공인 길드맨들의 대변자를 자처해 이름을 떨쳤다.
삼부회 제3신분 대의원으로서 마르셀은 백년전쟁 시기에 개최된 총회들에서 중요한 역할을 했다. 1357년부터 국왕 및 왕세자의 권력을 제한하는 제도를 도입하는 개혁운동의 지도자로 활동하다 이듬해 왕실 친위대에게 암살당했다.